# 奧利尼基 (捷奧菲波利區)
49°48′18″N 26°34′3″E / 49.80500°N 26.56750°E
奧利尼基（烏克蘭語：Олійники）是位於烏克蘭西部的村莊，由赫梅利尼茨基州裡赫梅利尼茨基區的泰奧菲波爾市鎮負責管轄。該村處於尼爾卡河畔，始建於1310年，面積1.34平方公里，海拔高度302米，2001年人口337。